# Первомайский (Ухта)
Первомайский — посёлок в составе городского округа Ухта республики Коми.

## Географическое положение
Расположен у южной окраины поселка Ярега.
Расстояние до города Ухты составляет 16 километров.

## Климат
Климат умеренно-континентальный с коротким прохладным летом и продолжительной морозной зимой. Климат формируется вблизи северных морей в условиях малого количества солнечной радиации и под воздействием интенсивного западного переноса. Особенностью климата является формирование неблагоприятных условий проживания, строительства и эксплуатации инженерных сооружений в зимний период. Зима длится 6 месяцев с октября по апрель. Преобладает устойчивая морозная погода с частыми снегопадами и метелями. Средняя температура января — 17,3ºС. Абсолютная минимальная температура воздуха (-49)ºС. Лето длится три месяца с июня по август с преимущественно прохладной и пасмурной погодой. В течение всего лета возможны заморозки, а также периоды засушливой, жаркой погоды. Средняя температура июля +12,1ºС. Абсолютный максимум равен +35ºС.

## История
Основан в конце 1930-40-х годах.

## Население
| 2010 |
| ---- |
| 0    |

### Национальный состав
Согласно результатам переписи 2002 года, в национальной структуре населения русские составляли 67 % из 78 чел.

## Инфраструктура
В центральной части поселка находятся производственные территории предприятия по добыче нефти, жилая застройка отсутствует.

## Транспорт
Подъезд к посёлку осуществляется с автомобильной дороги, ведущей из поселка Ярега.